# Lago Bol'šoe Toko
Il lago Bol'šoe Toko (in russo озеро Большое Токко?) è un lago d'acqua dolce della Russia siberiana orientale. Si trova nel Nerjungrinskij rajon della Repubblica Autonoma della Sacha-Jacuzia, al confine con il Territorio di Chabarovsk e a 90 km a nord del confine amministrativo con l'Oblast' dell'Amur.

## Descrizione
Il Bol'šoe Toko è situato sull'Altopiano dell'Aldan a nord dei Monti Stanovoj. Il lago appartiene al bacino del fiume Algama ed è una depressione tettonica di origine glaciale. Ha una superficie di 82,6 km² e si trova a 903 m di quota. A una distanza di due chilometri a sud, collegato da un canale, si trova il lago Maloe Toko (Piccolo Toko), che ha un'area di 2,5 km². Immissario è il fiume Utuk, emissario il Mulam, affluente sinistro dell'Idjum.

## Fauna
La costa è ricoperta da boschi di larici, dove si trova l'alce, il cervo, l'orso bruno e lo zibellino. Vi sono anche uccelli acquatici. Il lago ospita: Brachymystax lenox, taimen, temoli, coregoni, lucci e persici.